# Fet y de las Jons

Ok och pilar.

Falange Española Tradicionalista y de las Juntas de Ofensiva Nacional Sindicalista (Fet y de las Jons) var ett politiskt parti i Spanien, aktivt mellan 1937 och 1977. Det var ett fascistiskt parti bildat av Franco och det enda lagliga partiet under Franco-eran.